# Fordham University
Fordham University är ett universitet i USA, beläget i stadsdelen Bronx i New York i delstaten New York.
Lärosätet grundades 1841 av John Hughes under namnet St. John's College. Det blev då det tredje universitetet i delstaten New York. Den 7 mars 1907 bytte lärosätet namn till sitt nuvarande namn, Fordham University. Skolan omnämndes 2016 som ett av landets "Hidden Ivies".

## Utbildning
Fordham erbjuder utbildning inom bland annat ekonomi, finans, juridik, engelska, klinisk psykologi, pedagogik och socialt arbete.
Fordham Law School grundades 1905. J.D.-programmet på Fordham rankas som ett av de främsta i USA. I Shanghai Ranking 2017 placerade sig programmet som det 19:e främsta i världen inom juridik.

## Alumner i urval
- Donald Trump, affärsman och USA:s president. Studerade här två år innan han bytte till Wharton School.
- Hage Geingob, Namibias president.
- John N. Mitchell, USA:s justitieminister.
- William J. Casey, generaldirektör för CIA.
- John O. Brennan, generaldirektör för |CIA.
- Andrew Cuomo, New Yorks guvernör
- Malcolm Wilson, New Yorks guvernör
- Martin H. Glynn, New Yorks guvernör
- Geraldine Ferraro, politiker.
- Denzel Washington, skådespelare.
- Alan Alda, skådespelare.
- Lana Del Rey, musiker.
- Thomas Groome, professor i religionsvetenskap